# Parabrimus alboscutellatus
Parabrimus alboscutellatus är en skalbaggsart som beskrevs av Stefan von Breuning 1936. Parabrimus alboscutellatus ingår i släktet Parabrimus och familjen långhorningar. Inga underarter finns listade i Catalogue of Life.